# George W. Weymouth
George Warren Weymouth (* 25. August 1850 in West Amesbury, Essex County, Massachusetts; † 7. September 1910 bei Bingham, Maine) war ein US-amerikanischer Politiker. Zwischen 1897 und 1901 vertrat er den Bundesstaat Massachusetts im US-Repräsentantenhaus.

## Werdegang
George Weymouth besuchte die öffentlichen Schulen seiner Heimat einschließlich der Merrimac High School. Im Jahr 1882 zog er nach Fitchburg, wo er im Kutschenbau arbeitete. Später wurde er Manager der Firma Simonds Rolling Machine Co. Weymouth stieg auch in das Bankgewerbe ein und war zwischen 1892 und 1901 Direktor der Fitchburg National Bank. Außerdem war er bei zahlreichen anderen Unternehmen in verschiedenen Branchen im Vorstand. Gleichzeitig schlug er als Mitglied der Republikanischen Partei eine politische Laufbahn ein. Im Jahr 1886 wurde er Mitglied des Gemeinderats von Fitchburg; 1896 war er Abgeordneter im Repräsentantenhaus von Massachusetts. Im selben Jahr nahm er als Delegierter an der Republican National Convention in St. Louis teil, auf der William McKinley als Präsidentschaftskandidat nominiert wurde.
Bei den Kongresswahlen des Jahres 1896 wurde Weymouth im vierten Wahlbezirk von Massachusetts in das US-Repräsentantenhaus in Washington, D.C. gewählt, wo er am 4. März 1897 die Nachfolge von Lewis D. Apsley antrat. Nach einer Wiederwahl konnte er bis zum 3. März 1901 zwei Legislaturperioden im Kongress absolvieren. In diese Zeit fiel der Spanisch-Amerikanische Krieg von 1898. Im Jahr 1900 verzichtete Weymouth auf eine erneute Kongresskandidatur. Nach dem Ende seiner Zeit im US-Repräsentantenhaus zog er nach Fairhaven, wo er Präsident der Firma Atlas Tack Corp. war. Er starb am 7. September 1910 bei einem Autounfall nahe Bingham und wurde in Fairhaven beigesetzt.